# Running with Scissors (альбом)
Running with Scissors — десятый студийный альбом «Странного Эла» Янковича, выпущенный 28 июня 1999 года. Это был четвёртый студийный альбом, спродюсированный музыкантом самостоятельно, и его первая запись на лейбле Volcano Entertainment. Музыкальный стиль пластинки базируется на пародиях и стилизациях под поп- и рок-музыку конца 1990-х, с упором на такие жанры, как альтернативный рок и хип-хоп. Тем не менее ведущий сингл альбома, «The Saga Begins», представлял собой пародию на песню Дона Маклина «American Pie» 1971 года и был посвящён сюжету фильма «Звёздные войны. Эпизод I: Скрытая угроза», релиз которого состоялся в тот же период. Ни один из синглов альбома не попал в американские чарты, хотя «Pretty Fly for a Rabbi» (пародия на «Pretty Fly (for a White Guy)» группы The Offspring) заняла 67-е место в национальном австралийском хит-параде.
В альбом вошли пять пародий. Помимо вышеупомянутых «The Saga Begins» и «Pretty Fly for a Rabbi», лонгплей также содержит «One Week» (Barenaked Ladies), «It’s All About the Benjamins» (Пафф Дэдди) и «Zoot Suit Riot» (Cherry Poppin' Daddies). Другая половина пластинки представляет собой оригинальный материал, включающий пародирование стиля или музыки определённых исполнителей. Среди этих песен фигурируют пастиши на творчество Nine Inch Nails и The Rugburns, а также имитация различных музыкальных жанров, в том числе зайдеко, ска третьей волны и трак-драйвин-кантри.
Running with Scissors получил в основном положительные отзывы от музыкальных критиков и профильной прессы, многие из них хвалили «The Saga Begins»; однако некоторые пришли к выводу, что альбом был выпущен в спешке. Пластинка заняла 16-е место в чарте Billboard 200. «The Saga Begins» стал одним из самых известных синглов Янковича, хотя не смог попасть в хит-парад Billboard Hot 100. Running with Scissors стал седьмым альбомом Янковича получившим «золотой» статус у него на родине. Впоследствии он стал «платиновым» — с тиражом более миллиона копий. Также альбом получил «золотую» сертификацию в Австралии и в Канаде.

## Запись
В июне 1997 года Янкович отправился в студию, чтобы начать запись нового материала. Музыкант вновь решил продюсировать запись самостоятельно, пригласив Джона Шварца (ударные), Стива Джея (бас) и Джима Уэста (гитара) в качестве аккомпанирующей группы. Альбом был записан в течение шести сессий. Первая началась 29 июня 1997 года — её итогом стала заглавная тема для телешоу The Weird Al Show. Во время второй сессии, состоявшейся 7 октября 1998 года, была записана оригинальная песня «Germs», а восемь дней спустя, во время следующей, ещё три: Albuquerque, «My Baby’s in Love with Eddie Vedder» и «Truck Drivin' Song». Результатом четвёртой, проходившей на следующий день, стала песня «Your Horoscope for Today». 19 апреля 1998 года, во время пятой сессии, Янкович записал четыре пародии: «Pretty Fly for a Rabbi», «Jerry Springer», «It’s All About the Pentiums» и «Grapefruit Diet». Финальная сессия состоялась 20 апреля, по её итогам были готовы «The Saga Begins» и традиционное попурри в стиле полька — «Polka Power!».

### Оригинальный материал
Альбом включает «The Weird Al Show Theme», заглавную песню к телепередаче Янковича (закрытому после 1 сезона). «Germs», стилизацию под творчество индастриальной рок-группы Nine Inch Nails, повествующую о мизофобии рассказчика. «Your Horoscope for Today» представляющую собой пародию на ска третьей волны, к записи которой были привлечены участники Reel Big Fish Тэвис Вертс (труба) и Дэн Риган (тромбон). Чей текст повествует о нелепых гороскопах. По словам автора, он был навеян сатирической газетой The Onion. После того, как некоторые газеты объявили Змееносца «13-м знаком зодиака», Янкович опубликовал в Твиттере обновлённый текст посвящённый этому знаку.
Также пластинка содержит «Albuquerque», одиннадцатиминутный «напористый рассказ под рок-музыку» — стилевую пародию на группу The Rugburns, в частности, их песню «Dick’s Automotive». Сюжет которой повествует о вымышленных приключениях Янковича в городе Альбукерке (он представляет собой т. н. байку о лохматой собаке — одиннадцатиминутное отступление от одной из первых тем, упомянутых в песне, — давней неприязни лирического героя к квашеной капусте). Первоначально музыкант написал песню, чтобы «побесить людей на протяжении 12 минут». Однако он чувствовал, что не каждый слушатель сможет осилить эту «одиссею» целиком, поэтому поместил её в самый конец альбома. Тем не менее, к большому удивлению автора, песня стала одной из любимых у фанатов. Композиция «My Baby’s in Love with Eddie Vedder» пародировала жанр зайдеко, её сюжет рассказывал о мужчине, который разочарован тем, что его девушка одержима Эдди Веддером, солистом гранж-группы Pearl Jam. В свою очередь песня «Truck Drivin' Song» — посвящённая работе водителя грузовика, который помешан на своём внешнем виде — представляла собой стилизацию под трак-драйвин-кантри. Во время её сочинения Янкович вдохновлялся творчеством музыканта К. У. Макколла.

### Пародии
Первой пародией, записанной для альбома, была «Pretty Fly for a Rabbi» рассказывающая «о модном раввине» (она базировалась на сингле The Offspring «Pretty Fly (for a White Guy)»). Чтобы не запутаться в терминах Янкович проконсультировался с несколькими еврейскими друзьями, а также сверился с англо-идишскими словарём. Начальная строчка песни — «Veren zol fun dir a blintsa» — является еврейским проклятием, которое можно перевести как «Пусть ты превратишься в блинчик». Изначально Янкович хотел задействовать в песне Мэри Кей Бергман, известную озвучкой Шейлы Брофловски из «Южного парка». Однако из-за юридических проволочек она смогла записать всего несколько фраз. Затем музыкант обратился к актрисе Фрэн Дрешер с тем же предложением — озвучить женский текст — но она тоже не смогла поучаствовать в проекте. В итоге Янкович пригласил Тресс Макнилл, которая ранее фигурировала в его пародии «Ricky» (1983).
Второй пародией была «Jerry Springer», основанная на хите «One Week» (1998) группы Barenaked Ladies. Песня была посвящена «Шоу Джерри Спрингера», поэтому во время её сочинения Янкович посмотрел «пару его выпусков», чтобы уловить «основную формулу», по которой строились эпизоды. Первоначально планировалось снять сопроводительное видео, к съёмкам которого хотели привлечь самого Спрингера. Телеведущий выражал интерес, но, услышав песню, наотрез отказался, так как счёл, что она выставляет его программу в «негативном» свете. Третьей подготовленной для альбома пародией, была «It’s All About the Pentiums», базирующаяся рок-ремиксе песни «It’s All About the Benjamins» Шона «Пафа Дэдди» Комбса. Янкович лично связался с Комбсом по телефону, опасаясь повторения инцидента с Кулио 1996 года. Из-за долгого ожидания ответа музыкант был вынужден сочинять песню в спешке — за несколько дней до начала мастеринга альбома. Когда было получено согласие рэпера, у Янковича оставалась последняя студийная сессия. Чтобы дать ему время написать текст, группа решила вначале записать музыку. Янкович отметил, что «к тому времени, когда я закончил писать текст для „Pentiums“, мы микшировали несколько последних песен, и я закончил запись вокала всего за пару дней до того, как начали делать мастеринг».
Четвёртая пародия, «Grapefruit Diet», представляла собой стилизацию под «Zoot Suit Riot» Cherry Poppin’ Daddies рассказывающую о тучном мужчине, сидящем на одноимённой диете. Автор песни, Стив Перри, назвал «честью» шанс стать предметом пародии Янковича, однако отметил, что для него по прежнему является загадкой «почему „Странный Эл“ получил статус [музыкальной] иконы». Последняя пародия альбома, «The Saga Begins», была посвящена сюжету фильма «Звёздные войны. Эпизод I: Скрытая угроза» — от лица Оби-Вана Кеноби. Мелодия песни базировалась на знаменитом сингле «American Pie» Дона Маклина. Янкович, который часто затрагивал значимые элементы поп-культуры в своём творчестве, считал, что в альбоме должна быть песня, посвящённая этой киноленте.. Первоначально музыкант планировал подогнать под эту концепцию песню «Pretty Fly (For a White Guy)», назвав её «Pretty Fly for a Jedi», но вскоре отказался от этой идеи; вместо этого решив задействовать классическую песню, чтобы подчеркнуть, насколько важным считается новый фильм. В итоге артист остановил свой выбор на композиции «American Pie». Поскольку Янкович хотел, чтобы песня была актуальной, он начал писать текст в декабре 1998 года, за много месяцев до выхода ленты, собирая всю информацию о её сюжете исключительно из интернет-спойлеров. Песня была закончена за два месяца до того, как «Призрачная угроза» вышла в кинопрокат; Янкович обратился к руководству Lucasfilm с вопросом о перспективах предварительного показа, так как хотел сверить текст, однако компания не планировала таких мероприятий. Вместо этого был организован благотворительный показ (со стоимостью билетов 500 долларов), который и посетил музыкант. В конечном счёте Янковичу пришлось изменить всего одну строчку: «Я слышал, что он когда-нибудь женится на ней» на «Он, вероятно, когда-нибудь женится на ней». Сопроводительное видео, которое музыкант в шутку прозвал «Star Wars Unplugged», было снято уже после премьеры «Скрытой угрозы» в кинотеатрах.
Как и предыдущие альбомы Янковича, «Running with Scissors» включает традиционное для музыканта попурри записанное в стиле полька, «Polka Power!», основанное на фрагментах популярных песен. Трек был выпущен в Германии, так как звукозаписывающая компания Янковича сочла, что песня может понравится немцам из-за её жанра. Это был второй случай в карьере музыканта, когда его сингл базировался на поппури; в 1985 году лейбл Scotti Brothers Records выпустил в Японии «Hooked on Polkas» из альбома Dare to Be Stupid.

## Обложка
На протяжении 20 лет Янкович сохранял узнаваемый имидж: характерная причёска, очки и усы. Однако в 1998 году музыкант решил поменять внешний вид: отрастил волосы, сбрил усы и сделал коррекцию зрения (с помощью LASIK), перестав носить очки. Running with Scissors стал его первым альбомом с новым имиджем. На обложке артист изображён бегущим по дорожке Городского колледжа Санта-Моники с ножницами в каждой руке — ссылаясь на название пластинки. Буклет компакт-диска содержит полные тексты всех песен альбома кроме одной; из-за большого хронометража «Albuquerque» в буклет поместили не всё её содержание. Текст обрывается на середине предложения заканчиваясь извинениями Янковича, в которых он заявляет, что как не старался, так и не смог подогнать текст под размер буклета заключая, что «должен был использовать шрифт поменьше, или размер бумаги побольше, или что-то в этом роде». Позже Янкович опубликовал полный текст песни в разделе «Спросите Эла» своего веб-сайта, а также напечатал его в Weird Al: The Book (2012).
Также Running with Scissors является первым из альбомов Странного Эла, в котором есть мультимедийный контент. Поместив компакт-диск в CD-ROM, можно воспроизвести видео-файлы в формате QuickTime, которые содержат четырнадцать минут специального концерта музыканта под названием «Weird Al» Yankovic: (No) Going Home, снятого Disney Channel.

## Выпуск и продвижение
Running with Scissors был выпущен 29 июня 1999 года. 17 июля альбом дебютировал на 35-м месте чарта Billboard 200, неделю спустя поднявшись до 16-й строчки. Лонгплей также попал в хит-парад Top Internet Albums, впервые в карьере Янковича, добравшись до 3-го места. Пластинка получила «платиновый» статус от Американской ассоциацией звукозаписывающей индустрии (RIAA). По данным Nielsen SoundScan, по состоянию на 2014 год, продажи альбома в США превышают 1 182 000 копий.
В конце 2013 года Янкович подал в суд на свой лейбл Volcano Entertainment и его материнскую компанию Sony из-за невыплаты гонорара за публикацию нескольких его альбомов и синглов, в том числе Running with Scissors. Артист утверждал, что, несмотря на успех альбома, он так и не получил гонорар. Первоначальный размер иска составлял 5 миллионов долларов; Янкович выиграл судебный процесс и получил от Sony неразглашению сумму.
После релиза Running with Scissors Янкович отправился в масштабный концертный тур, Touring with Scissors, который продлился два года. Начиная с 19 июля 1999 года Янкович отыграл более 200 концертов в США и Канаде. В том же году одно з шоу было снято на видео и выпущено под названием «Weird Al» Yankovic Live!. Для продвижения альбома были запущены два рекламных веб-сайта «thepentiums.com» и «sagabegins.com», с синглами «It’s All About the Pentiums» и «The Saga Begins» соответственно. Ни них были размещены музыкальные видео, а также дополнительная информация и тексты песен.

## Отзывы
| Оценки критиков          | Оценки критиков |
| Источник                 | Оценка          |
| ------------------------ | --------------- |
| AllMusic                 | [ 37 ]          |
| Entertainment Weekly     | B               |
| Richmond Times-Dispatch  | B+              |
| Pitchfork                | 7.2/10          |
| Anchorage Daily News     | позитивная      |
| San Antonio Express-News | [ 42 ]          |
| Rolling Stone            | [ 43 ]          |

Альбом получил преимущественно положительные отзывы критиков. Джей Ди Консидайн из Entertainment Weekly поставил пластинке рейтинг «B» высказав мнение, что, хотя у многих комиков не получается органично преобразовать шутки в музыкальный материал, «шутки Янковича в высшей степени пригодны для прослушивания». Рецензент пришёл к выводу, что «„Running with Scissors“ на голову выше большинства современных комедийных записей». Музыкальная обозревательница газеты Richmond Times-Dispatch Мелисса Руджери оценила альбом на рейтинг «B+», написав: «В своём 10-м альбоме странный и чудаковатый Эл использует такие жемчужины, как „American Pie“ Дона Маклина, „Pretty Fly (For a White Guy)“ группы The Offspring и „One Week“ Barenaked Ladies. Результат большинства из них [песен] — бесценен». Уоррен Родс из Anchorage Daily News поставил альбом на пятое место среди лучшим релизом 1999 года, отметив, что «уход от своего давнего лейбла [Scotti Brothers] вдохновил короля пародий; на этот раз даже его оригинальные треки довольно хороши». Он также подчеркнул, что «интеллектуальная составляющая [работ артиста] все ещё на месте, а его разносторонняя группа, музыкантов на все руки, не имеет себе равных» He also wrote that «the intellect’s still there, and his wide-ranging chameleon band has no equal.». Пластинка получила 3,5 звезды из 5 в альманахе Rolling Stone Album Guide, что приравнивается к рейтингу между хорошим и отличным. Автор эссе отметил, что «гнусавое нытьё Янковича никогда звучало более органично, чем [в] песне „Pretty Fly for a Rabbi“».
Не все отзывы были положительными. Так, Стив Хьюи из Allmusic поставил альбому две с половиной звезды из пяти, назвав его «неровным». По мнению критика, наряду с умными пародиями — «The Saga Begins» и «Jerry Springer» — альбом содержал такие вещи, как «Pretty Fly for a Rabbi» и «It’s All About the Pentiums» «не совсем соответствовавшие обычным стандартам [музыканта]». В свою очередь, рецензент San Antonio Express-News Роберт Джонсон поставил пластинке всего полторы звезды, посетовав: «спеша быть в курсе событий, [Янкович] забыл сделать ['The Saga Begins'] забавной». Джонсон раскритиковал альбом, написав, что он «содержит старые идеи (толстые шутки, альт-рок-хиты в стиле полька), мелодии, которые звучат лучше [в оригинале], чем их исполняют („Pretty Fly for a Rabbi“) и странные записи, добавленные лишь ради того „чтобы было“ (11-минутная „Albuquerque“)».

## Список композиций
| №   | Название                              | Автор(ы) | Предмет пародии | Длительность |
| --- | ------------------------------------- | --- | --- | ------------ |
| 1.  | «The Saga Begins»                     | Дональд Маклин-третий, Альфред Янкович                                                                              | Пародия на песню «American Pie» музыканта Дона Маклина | 5:27         |
| 2.  | «My Baby’s in Love with Eddie Vedder» | Янкович | Стилизация под жанр зайдеко | 3:25         |
| 3.  | «Pretty Fly for a Rabbi»              | Брайан Холланд, Янкович                                                                                             | Пародия на песню «Pretty Fly (for a White Guy)» группы The Offspring | 3:02         |
| 4.  | «The Weird Al Show Theme»             | Янкович | Оригинальный материал | 1:14         |
| 5.  | «Jerry Springer»                      | Эд Робертсон, Янкович                                                                                               | Пародия на песню One Week группы Barenaked Ladies | 2:46         |
| 6.  | «Germs»                               | Янкович | Стилизация под творчество Nine Inch Nails | 4:38         |
| 7.  | «Polka Power!»                        | Various | Попурри-полька включает: - «Wannabe» — Spice Girls - «Flagpole Sitta» — Harvey Danger - «Ghetto Supastar (That Is What You Are)» by Pras, Ol’ Dirty Bastard и Mýa - «Everybody (Backstreet’s Back)» — Backstreet Boys - «Walkin’ on the Sun» — Smash Mouth - «Intergalactic» — Beastie Boys - «Tubthumping» — Chumbawamba - «Ray of Light» — Мадонна - «Push» — Matchbox Twenty - «Semi-Charmed Life» — Third Eye Blind - «The Dope Show» — Marilyn Manson - «MMMBop» — Hanson - «Sex and Candy» — Marcy Playground - «Closing Time» — Semisonic - «W.A.Y. Moby Polka» — «Странный Эл» Янкович | 4:20         |
| 8.  | «Your Horoscope for Today»            | Янкович | Стилизация под творчество Reel Big Fish и другие группы третьей волны ска | 4:00         |
| 9.  | ««It’s All About the Pentiums»»       | Шон Комбс, Шон Джейкобс, Джейсон Филлипс, Дэвид Стайлс, Кристофер Уоллес, Кимберли Джонс, Дерик Анджелетти, Янкович | Пародия на песню «It’s All About the Benjamins» (Rock Remix) хип-хоп-музыканта Паффа Дэдди | 3:34         |
| 10. | «Truck Drivin’ Song»                  | Янкович | Стилизация под трак-драйвин-кантри | 2:27         |
| 11. | «Grapefruit Diet»                     | Стив Перри, Янкович                                                                                                 | Пародия на песню Zoot Suit Riot группы Cherry Poppin' Daddies | 3:30         |
| 12. | «Albuquerque»                         | Янкович | Стилизация под творчество The Rugburns | 11:22        |

## Участники записи
Информация взята из буклета альбома.

| Группа и технический персонал - «Странный Эл» Янковича — ведущий вокал, бэк-вокал, аккордеон, клавишные, продюсирование - Стив Джей — бас, бэк-вокал - Джон «Бермуда» Шварц — перкуссия, ударные, бэк-вокал - Джим Уэст — банджо, гитара, бэк-вокал - Рубен Вальтьерра — клавишные в песнях «The Saga Begins», «The Weird Al Show Theme», «Jerry Springer» и «Grapefruit Diet» - Тони Папа — звукорежиссёр, сведение | Дополнительные музыканты - Ким Баллард — клавишные в песне «Germs» - Том Эванс — саксофон в песнях «Your Horoscope for Today» и «Grapefruit Diet» - Томас «Снейк» Джонсон — туба в песне «Polka Power!» - Уоррен Луенинг — труба в песнях «The Weird Al Show Theme» и «Polka Power!» - Тресс Макнилл — нарратив в песнях «Pretty Fly for a Rabbi» и «Jerry Springer» - Джоэл Пескин — кларнет в песнях «Pretty Fly for a Rabbi» и «Polka Power!» - Дэн Риган — тромбон в песне «Your Horoscope for Today» - Билл Райхенбах-младший — тромбон в песне «The Weird Al Show Theme» - Марти Рифкин — педальная слайд-гитара в песне «Truck Drivin' Song» - Том Заубер — народная скрипка в песне «My Baby’s in Love with Eddie Vedder» - Ли Торнберг — тромбон, труба в песнях «Your Horoscope for Today» и «Grapefruit Diet» - Тэвис Вертс — труба в песне «Your Horoscope for Today» |  |

## Чарты и сертификация
| Чарт              | Высшая позиция |
| ----------------- | -------------- |
| Австралия         | 18             |
| Канада            | 16             |
| Соединённые Штаты | 16             |

| Страна            | Сертификация (пороги продаж) |
| ----------------- | ---------------------------- |
| Австралия         | Золотой                      |
| Канада            | Золотой                      |
| Соединённые Штаты | Платиновый                   |

### Синглы
| Год  | Сингл                    | Высшая позиция |
| Год  | Сингл                    | AUS            |
| ---- | ------------------------ | -------------- |
| 1999 | «Pretty Fly for a Rabbi» | 67             |